# Parrain d'un jour
Pour plus de détails, voir Fiche technique et Distribution.
Parrain d'un jour (Things Change) est un film américain réalisé par David Mamet, sorti en 1988.

## Synopsis
Un mafioso, interprété par Joe Mantegna, se prend de compassion pour un vieil homme, joué par Don Ameche, qui gagne sa vie comme cireur de chaussures. Ce dernier accepte, en échange d'une somme d'argent importante, de purger une peine de prison à la place d'un criminel auquel il ressemble étrangement. 

## Fiche technique
- Titre original : Things Change
- Titre français : Parrain d'un jour
- Réalisation : David Mamet
- Scénario : David Mamet et Shel Silverstein
- Photographie : Juan Ruiz Anchía
- Musique : Alaric Jans
- Production : Michael Hausman
- Pays de production :  États-Unis
- Format : couleur - 1,85:1 - stéréo
- Genre : comédie dramatique
- Durée : 100 minutes
- Date de sortie :
  - Italie : 31 août 1988 (Venise)
  - États-Unis : 21 octobre 1988
  - France : 15 février 1989

## Distribution
- Don Ameche (VF : Jean Michaud) : Gino
- Joe Mantegna (VF : Jean-Pierre Dorat) : Jerry
- Robert Prosky (VF : André Valmy) : Joseph « Don Giuseppe » Vincent
- J.J. Johnston (en) (VF : Michel Barbey) : Frankie
- Ricky Jay (VF : Jacques Ferrière) : M. Silver
- Mike Nussbaum (en) (VF : Michel Prud'homme) : M. Green
- Josh Conescu (VF : Georges Berthomieu) : Bellenza
- William H. Macy (VF : Éric Herson-Macarel) : Billy Drake
- J. T. Walsh (VF : Jean-Claude Ballard) : le directeur de l'hôtel
- Jordan Lage (VF : Éric Legrand) : le directeur adjoint de l'hôtel
- Steve Goldstein (VF : Luc Hamet) : Randy, le majordome
- Melissa Bruder (VF : Diane Valsonne) : la manucure
- Jonathan Katz (VF : Patrick Poivey) : Jackie Shore
- Felicity Huffman : la fille de la roue de la fortune
- Clark Gregg (VF : Éric Etcheverry) : le régisseur
- Karen Kohlhaas (VF : Diane Valsonne) : Grace
- Vincent Guastaferro (VF : Joël Martineau) : Kenny
- Natalia Nogulich : Anna
- Howard Rosenstone (VF : Roger Crouzet) : le « Don » new-yorkais
- Paul Butler (VF : Med Hondo) : le propriétaire de la station-service